# Reino Poutanen
Reino Richard Poutanen (ur. 21 lutego 1928 w Turku, zm. 14 kwietnia 2007) – fiński wioślarz, brązowy medalista olimpijski.
Wystąpił na igrzyskach olimpijskich w Melbourne w 1956, gdzie Finowie w składzie: Kauko Hänninen, Reino Poutanen, Veli Lehtelä, Toimi Pitkänen i Matti Niemi (sternik) zdobyli brązowy medal w czwórkach ze sternikiem. W wyścigu finałowym o 11,5 sekundy wyprzedzili ich Włosi, a o 8,5 sekundy lepsi byli Szwedzi. Wystąpił tam także w czwórkach bez sternika, jednak odpadł w repasażach pierwszej rundy. Na rozgrywanych cztery lata późnej igrzyskach olimpijskich w Rzymie dotarł do półfinałów w czwórkach ze sternikiem. 
W czwórkach ze sternikiem zdobył też złoty medal na mistrzostwach Europy w Bledzie (1956). Ponadto zdobył brązowe medale w czwórkach ze sternikiem i czwórkach bez sternika na mistrzostwach Europy w Gandawie (1955).